# جاستین تیمبرلیک
جاستین رندال تیمبرلیک (انگلیسی: Justin Randall Timberlake؛ زادهٔ ۳۱ ژانویه ۱۹۸۱) خواننده، ترانه‌سرا و بازیگر آمریکایی است. او با شرکت در مسابقهٔ به دنبال ستاره خیلی سریع به شهرت رسید. سپس در سال ۱۹۹۰ به شبکه دیزنی رفت و در برنامهٔ کلاب میکی ماوس حاضر شد؛ در این برنامه بود که او با جی‌سی چیسز آشنا گردید. او یکی از خواننده‌های اصلی و جوانترین عضو گروه انسینک بود که این گروه به یکی از پرفروش‌ترین گروه پسرانهٔ تاریخ تبدیل شد. 
تیمبرلیک دو جایزهٔ گرمی برای آلبوم توجیه (۲۰۰۲) و آهنگ «یک رودخانه برایم گریه کن» به دست آورد. از آهنگ‌های دیگر این آلبوم می‌توان «بدنت رو تکون بده» را نام برد که موفقیت بسیاری به دست آورد. دومین آلبوم تحسین شده او سکس آینده/صداهای عشق (۲۰۰۶) که این آلبوم در بیلبورد ۲۰۰ رتبهٔ یک را به دست آورد. این آلبوم نیز آهنگ‌های پرطرفداری مانند «سکسی‌بک»، «عشق من» و «چیزی که رفته… برمی‌گرده» را شامل می‌شد. او به عنوان یک خوانندهٔ انفرادی توانست با دو آلبوم اول خود ۱۰ میلیون نسخه بفروشد. او به تهیه‌کنندگی و آهنگسازی با همکاری با دیگر خواننده‌ها ادامه داد. از سال ۲۰۰۸ تا ۲۰۱۲ او بر روی بازیگری تمرکز کرد. او در فیلم‌هایی مانند شبکه اجتماعی، معلم بد، دوستی با مزایا و سر وقت نقش‌آفرینی کرد.
تیمبرلیک موسیقی خود را از سال ۲۰۱۲ با آلبوم سوم و چهارم خود تجربه ۲۰/۲۰ و تجربه ۲۰/۲۰- تجربه کامل ادامه داد. این آلبوم در پرفروش‌ترین آلبوم سال با بیشترین هفته ماندگاری در چارت آمریکا؛ و در چارت سه آهنگ برتر، آهنگ‌های «آینه‌ها» و «کت‌شلوار و کراوات» و آهنگی که در ادامه ساخته شد به نام «چیز بدی نیست» در ده آهنگ برتر قرار گرفتند. او در سال ۲۰۱۶ در انیمیشن ترول‌ها به صداپیشگی پرداخت و موسیقی متن این انیمیشن با صدای تیمبرلیک «نمی‌توانم جلوی احساسم را بگیرم!» به موفقیت جهانی رسید. پنجمین آلبوم او مرد جنگل در سال ۲۰۱۸ منتشر شد و توانست چهارمین آلبوم نامبروان او در آمریکا را به دست بیاورد. با آهنگ‌های موفق این آلبوم به نام‌های «چیزی بگو» و «کثیف»، این آلبوم توانست جز شش آلبوم پرفروش سال ۲۰۱۸ شود.
او به عنوان یک خوانندهٔ انفرادی توانست بیشتر از ۳۲ میلیون آلبوم و ۵۶ میلیون آهنگ بفروشد. او برندهٔ ۱۰ جایزهٔ گرمی، چهار جایزهٔ اِمی، سه جایزه بریت، نه جایزهٔ موسیقی بیلبورد و شده و نامش در تالار مشاهیر ترانه‌سرا قرار گرفته‌است. او مدرک دکترا موسیقی را از کالج بروکلین نیز دریافت کرده و دارای جایزه پیشگام ویدئو مایکل جکسون است.

## اوایل زندگی

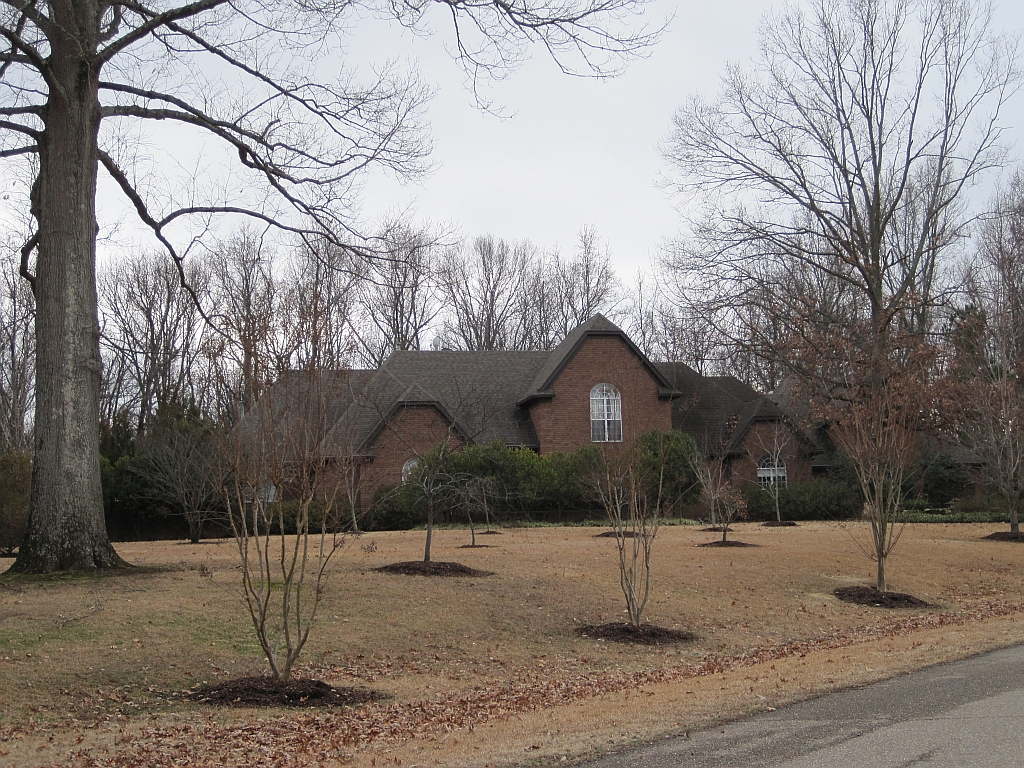
ویلای تیمبرلیک در جنگل شلبی، نزدیک میلینگتون.

جاستین رندال تیمبرلیک در ۳۱ ژانویهٔ ۱۹۸۱ در ممفیس، تنسی زاده شد. پدر او چارلز رندال تیمبرلیک و مادر او لین (بومار) هارلس نام دارند. وقتی او سه سال داشت والدینش از هم جدا شدند. او دو برادر خوانده به نام‌های جاناتان (متولد ۱۲ سپتامبر ۱۹۹۳) و استفان (متولد ۱۴ اوت ۱۹۹۸) که از ازدواج دوم پدرش هستند. خواهر خواندهٔ او به نام لورا بعد از به دنیا آمدن، از دنیا رفت و این باعث شد او آهنگی برای او در آلبوم انسینک به نام فرشته من در بهشت بنویسد.". در خانوادهٔ او تعدادی موزیسین نیز دیده می‌شود. پدر بزرگ جاستین تیمبرلیک او را با موسیقی کانتری و خوانندگانی مانند جانی کش و ویلی نلسون آشنا کرد. او وقتی یازده سال سن داست در برنامهٔ تلویزیونی به دنبال ستاره با اسم جاستین رندال شرکت کرد و یک موزیک کانتری خواند. از آن زمان او شروع به گوش کردن به ریتم و آهنگ‌های خوانندگان سال‌های ۱۹۶۰ و ۷۰ کرد، خوانندگانی مانند ال گرین، استیوی واندر و ماروین گی، او و پدرش به آلبوم استودیویی ایگلز و باب سیگر نیز گوش می‌کردند.
از سال ۱۹۹۳ تا ۱۹۹۴ او یکی از بازیگران کلاب میکی موس بود. دوست دختر آینده‌اش و خواننده بریتنی اسپیرز و خوانندهٔ آینده کریستینا آگیلرا و هم‌گروهی آینده جی‌سی چیسز و بازیگر آینده رایان گاسلینگ و کری راسل همبازی‌های او بودند. تیمبرلیک سپس از جی‌سی چیسز می‌خواهد در گروه تمام پسرانه که در ادامه نام آن را انسینک می‌گذارند، ملحق شود.
.

## حرفه

### ۲۰۰۲–۱۹۹۵. انسینک
گروه انسینک در سال ۱۹۹۵ ایجاد و از سال ۱۹۹۶ کار خود را در اروپا شروع کردند. تیمبرلیک و جی‌سی چیسز دو خوانندهٔ اصلی بودند. در سال ۱۹۹۸ این گروه به شهرت فراوان در آمریکا رسید و آلبوم اول آنها به نام انسینک توانست ۱۱ میلیون نسخه که شامل آهنگ قلبم را از بین ببر هم بود بفروشد. آلبوم دوم آنها هیچ غریبه ای نمی‌پیوندد توانست در هفتهٔ اول ۲/۴ میلیون نسخه بفروشد و آهنگ شماره یک من خواهم بود نیز در این آلبوم بود. آلبوم سوم انسینک سلبریتی (۲۰۰۱) هم توانست فروش خوبی داشته باشد. آلبوم دوم و سوم آنها با موفقیت‌هایی که آهنگ‌های مانند خداحافظ، دوست دختر و این را به تو قول می‌دهم داشتند توانستند در پنج آلبوم برتر سال قرار بگیرند. با ظهور خوانندگان جدید و کاهش محبوبیت گروه‌های پسرانه در بین مردم، این گروه منحل شد. یکی از اعضای گروه (لنس بس) آشکارا در کتاب خاطرات خود نسبت به اقدامات تیمبرلیک انتقاد کرد. بعد از تور موفق سلبریتی گروه در سال ۲۰۰۲، گروه به وقفه رفت. این گروه در دوران فعالیت خود توانست در جهان مشهور و در جوایز آکادمی،المپیک و سوپربول. اجرا کنند. آنها پیش از ۷۰ میلیون نسخه از آهنگ‌هایشان در سراسر جهان به فروش رساندند و جز پنج گروه پسرانهٔ پرفروش در تاریخ قرار دارند.
در اواخر سال ۱۹۹۹، تیمبرلیک در فیلم model bahavior که از شبکه دیزنی پخش شد نقش‌آفرینی کرد. این فیلم در ۱۲ مارس سال ۲۰۰۰ منتشر شد.وقتی گروه انسینک به وقفه رفت هر یک از اعضا به دنبال پروژه‌های شخصی رفتند و تیمبرلیک همکاری خود را با فارل ویلیامز که از اعضای گروه تولیدکننده the neptunes and timberland بود شروع کرد.تیمبرلیک ترانهٔ رفته را در حدود سال ۲۰۰۱ برای مایکل جکسون نوشت ولی جکسون ترانه را رد کرد و تیمبرلیک ترانه را با انسینک ضبط کرد. با این حال قبل از انتشار ترانهٔ مایکل جکسون با او تماس گرفت. تیمبرلیک بعداً در یک مصاحبه اعلام کرد که بعد از گفتگو با مایکل جکسون او برای شروع کار انفرادی خود اطمینان پیدا کرد.

مایکل جکسون با من تماس گرفت و گفت که می‌خواهد ترانهٔ رفته را ضبط کند ولی او می‌خواست که این یک همکاری بین او و من باشد. من گفتم خب… ما تا الان آهنگ را به عنوان یک آهنگ انسینک ضبط کرده‌ایم، دوست داری این یک همکاری بین انسینک با تو یا تو با انسینک باشد ولی او مطمئن بود که این آهنگ باید یک همکاری بین من و او باشد. این اولین بار بود که احساس کردم باید کار انفرادی خودم را شروع کنم.
جاستین تیمبرلیک در مصاحبه با ماستر کلاس ۲۰۱۴

### ۲۰۰۴–۲۰۰۲. توجیه و اجرا در بین دو نیمهٔ سوپربول سال ۲۰۰۴
در اوت سال ۲۰۰۲ تیمبرلیک در مراسم جایزهٔ موزیک ویدئوی ام‌تی‌وی آهنگ انفرادی خود با نام مثل اینکه دوستت دارم را اجرا کرد.این آهنگ در ۱۰۰ آهنگ داغ بیلبورد توانست رتبهٔ ۱۱ را به دست آورد.آلبوم انفرادی او به نام توجیه در نوامبر منتشر شد. این آلبوم در بیلبورد ۲۰۰ رتبهٔ ۲ را به دست آورد و در هفتهٔ اول ۴۳۹۰۰۰ نسخه از آن به فروش رفت. در آمریکا این آلبوم سه میلیون نسخه و در سراسر جهان پیش از ده میلیون نسخه به فروش رفت.تیمبرلیک این آلبوم را به کمک the neptunes and timberland ضبط کرد. , او دربارهٔ ساخت موزیک و آلبومش گفت من فقط دوست دارم سبک ریتم اند بلوز را انجام دهم، این همان چیزی است که با آن بزرگ شدم.دو آهنگ یک رودخانه برایم گریه کن و بدنت رو تکون بده در چارت جز پنج آهنگ برتر بودند.جاستین تیمبرلیک و کریستینا آگیلرا تور توجیه و برهنه را شروع کردند.یک سال بعد او آهنگ عاشقشم با کاور مک‌دونالد را عرضه کرد. مک‌دونالد برای اینکار با تیمبرلیک ۶ میلیون دلار قرارداد بسته بود. او در آهنگ work it با نلی همکاری کرد.

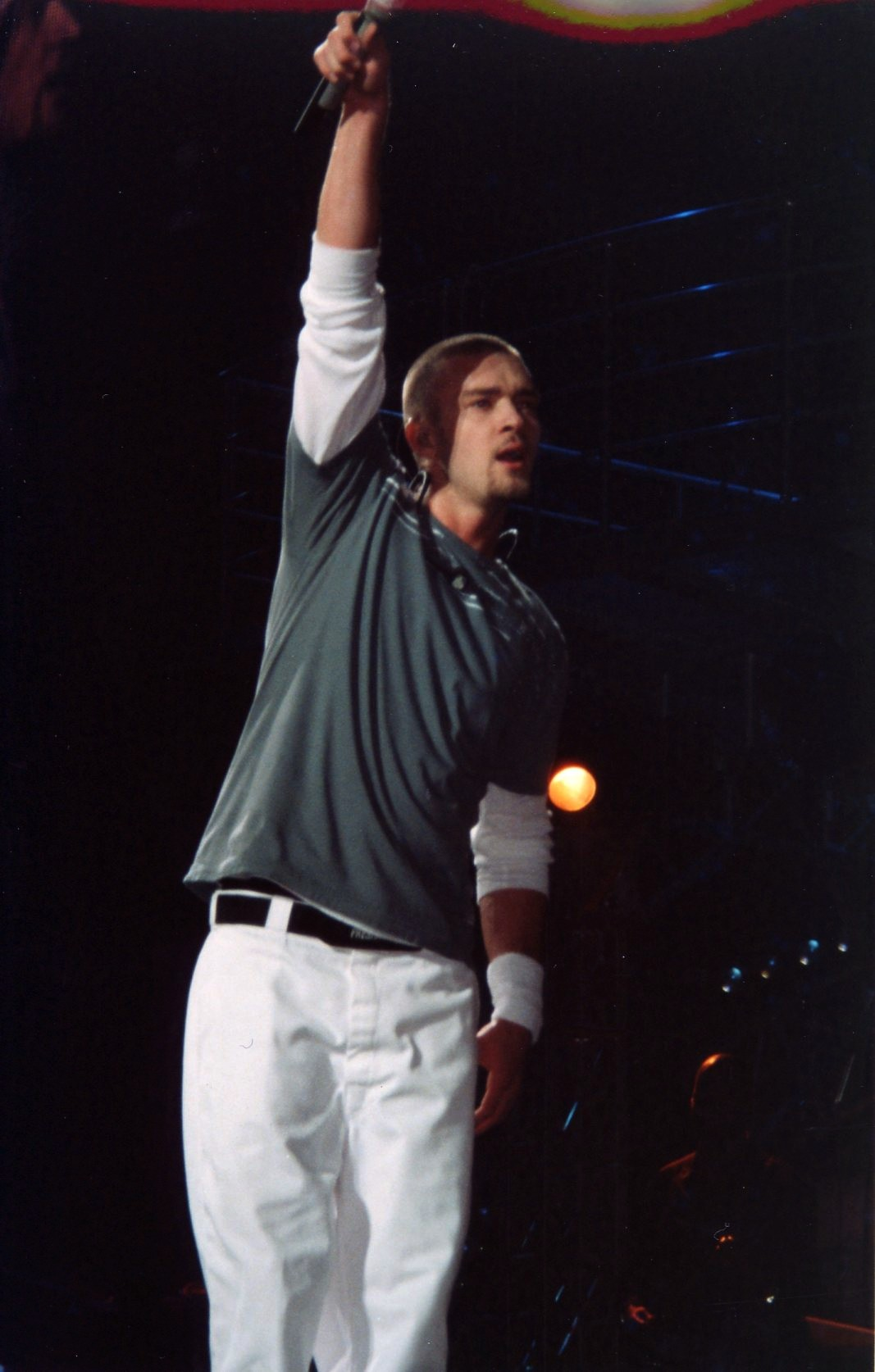
تیمبرلیک در لندن در حال اجرا در تور جهانی توجیه، دسامبر ۲۰۰۳

نزدیک سال ۲۰۰۲ او در پانکد و candid camera ظاهر شد که هر دو توسط اشلی کاچر ساخته شده بود.در سال ۲۰۰۲ او در
یکی از قسمت‌های پخش زنده شنبه شب حضور داشت و به همراه جیمی فلن در برنامه گفتگو بری گیب اجرا کردند آنها نقش برادران گیب بری گیب و رابین گیب را بازی کردند. این شروع دوستی طولانی مدت و پایدار جاستین تیمبرلیک و جیمی فلن که تا به امروز هم ادامه دارد شد.
در فوریهٔ سال ۲۰۰۴ جاستین تیمبرلیک به همراه جنت جکسون در سوپربول سال ۲۰۰۴ اجرا کردند که این اجرا پیش از ۱۴۰ میلیون بازدید کننده داشت. در قسمت پایانی اجرا تیمبرلیک قسمتی از لباس جنت جکسون را پاره کرد که این اتفاق واکنش‌های مختلفی را به همراه داشت.تیمبرلیک در ادامه بابت این واقعه عذرخواهی کرد."تیمبرلیک در هنگام دریافت اولین جایزه از دو جایزه‌ای که در گرمی ۲۰۰۴ دریافت کرد بابت این اتفاق از جنت جکسون عذرخواهی کرد. او در گرمی سال ۲۰۰۴ دو جایزه برای بهترین آلبوم پاپ سال و بهترین آهنگ خوانندهٔ پاپ برای یک رودخانه برایم گریه کن دریافت کرد، او همچنین نامزد برای دریافت بهترین آلبوم سال توجیه و بهترین همکاری رپ برای آهنگ عشق کجاست به همراه بلک آید پیز شد.

### ۲۰۰۷–۲۰۰۴ بازیگری و سکس آینده/صداهای عشق
بعد از ماجرا سوپربول، تیمبرلیک تمرکز خود را بر روی بازیگری گذاشت.اولین نقشی که او پذیرفت نقش یک خبرنگار در فیلم
ادیسون بود.او همچنین در فیلم‌های آلفا داگ، ناله مار سیاه، داستان‌های سرزمین جنوبی و او صداگذار شخصیت پرنس آرتور پندراگون در انیمیشن شرک ۳ که در ۱۸ مه ۲۰۰۷ منتشر شده‌بود.تیمبرلیک در موزیک ویدئو التون جان به نام this train don't stop there anymore که نقش جوانی التون جان را بازی می‌کرد، ظاهر شد.
او موزیک را با همکاری با خوانندگان دیگر ادامه داد. او یک ترانهٔ دیگر با بلک آید پیز به نام my style در سال ۲۰۰۵ ضبط کرد.در هنگام ضبط آهنگ علائم با اسنوپ داگ در سال ۲۰۰۵ او متوجه وجود گرهک در گلوی خود شد که در یک عمل در ۵ مه همان سال آن را از گلوی او خارج کردند. پزشکان به خاطر این عمل از او خواستند آرام صحبت کند و تا مدتی آهنگ نخواند. در سال ۲۰۰۵ او کمپانی ضبط خود به نام ضبط جی‌تی را ساخت.

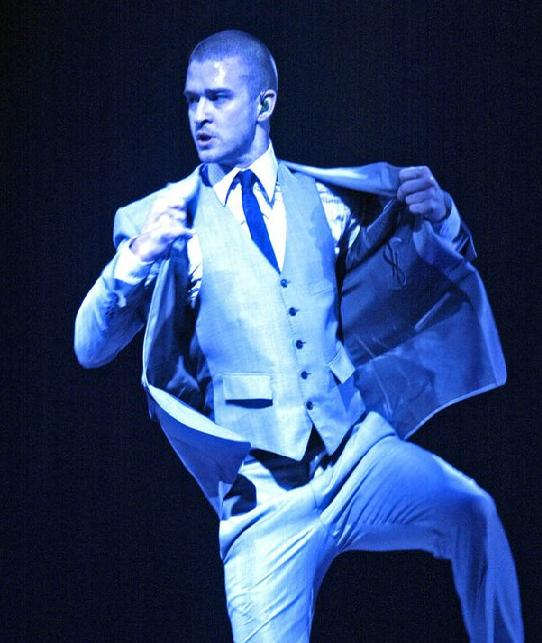
تیمبرلیک درحال اجرا در ژانویه ۲۰۰۷ در کنسرت سکس آینده/اجرا عشق

تیمبرلیک دومین آلبوم استودیویی خود به نام سکس آینده/صداهای عشق در ۱۲ سپتامبر ۲۰۰۶ منتشر شد. این آلبوم در بیلبورد ۲۰۰ رتبهٔ یک را به دست آورد و در هفتهٔ اول ۶۸۴۰۰۰ نسخه فروخت. آلبوم سکس آینده/صداهای عشق بیشترین پیش خرید در هفتهٔ اول در آی‌تیونز داشت و توانست رکورد کلدپلی در این زمینه را بشکند.این آلبوم توسط تیمبلند، دنجا، ویل.آی.ام، ریک روبین و خود تیمبرلیک ساخته شده‌است و در این آلبوم با اسنوپ داگ، three 6 mafia، تی.آی. و ویل.آی.ام همکاری کرده بود.
تک‌آهنگ اصلی آلبوم سکسی‌بک تیمبرلیک در افتتاحیهٔ جایزهٔ موزیک ویدئوی ام‌تی‌وی ۲۰۰۶ اجرا شد و این آهنگ در ۱۰۰ آهنگ داغ بیلبورد رتبهٔ یک را به دست آورد، جایی که برای هفت هفتهٔ متوالی ماند. عشق من که توسط تیمبلند ساخته شده و تی.آی. در آن آهنگ با تیمبرلیک همکاری کرده در ۱۰۰ آهنگ داغ بیلبورد به رتبهٔ یک رسید، همان‌طور ترانهٔ سوم آلبوم چیزی که رفته… برمی‌گرده به این رتبه رسید. طبق گزارش‌ها این آهنگ دربارهٔ جدا شدن دوست کودکی و همکار او از همسرش است.
او در یک مصاحبه در اکتبر ۲۰۰۶ گفت که می‌خواهد تمام تمرکزش را بر روی بازگیری بگذارد تا به موزیک.
تیمبرلیک در سال ۲۰۰۶ در ویکتوریا سیکرت آهنگ‌های سکسی‌بک، عشق سنگسار شد و عشق من را اجرا کرد.

### ۲۰۰۸–۲۰۱۲ وقفه در موزیک و تمرکز برروی بازیگری
ترانه ۴ دقیقه اولین بار در ۱۷ دسامبر ۲۰۰۷ توسط تیمبلند در جینگل بال فیلادلفیا پخش شد. این ترانه در ۱۳ مارس ۲۰۰۸ رسماً منتشر شد. ۴ دقیقه یک همکاری بین تیمبرلیک و مدونا و با پشت صدا تیمبلند بود. این ترانه، ترانهٔ اصلی یازدهمین آلبوم مدونا، آب‌نبات سفت بود و در چارت‌های ۲۱ کشور در صدر بود. تیمبرلیک و مدونا همچنین یک موزیک ویدئو که توسط جوناس و فرانکوس کارگردانی شده بود، نیز منتشر کردند. در ۳۰ مارس ۲۰۰۸ تیمبرلیک این آهنگ را به همراه مدونا در hard candy promo show در شهر نیویورکو یکبار دیگر در کنسرت مدونا به نام sticky and sweet tour در لس آنجلس در ۶ نوامبر ۲۰۰۸اجرا کرد.
در ژوئن ۲۰۰۷ تیمبرلیک falling down و nite runner را برای دورن دورن نوشت، تنظیم کرد و پخش کرد، همچنین در سال ۲۰۰۷ در ترانهٔ ayo technology با فیفتی سنت همکاری کرد.او بعد از پایان تور سکس آینده/اجرا عشق به صنعت بازیگری برگشت. تیمبرلیک در سال ۲۰۰۸ در فیلم‌های Mick Myers , The love guru (منتشر شده در ۲۰ ژوئن ۲۰۰۸) و open road (منتشر شده در ۲۸ اوت ۲۰۰۹) نقش‌آفرینی کرد.در فوریهٔ ۲۰۰۸ تیمبرلیک برندهٔ ۲ گرمی شد. در پنجاهمین جوایز گرمی او برندهٔ جایزهٔ بهترین آهنگ خوانندهٔ پاپ برای چیزی که رفته… برمی‌گرده و بهترین طراحی رقص برای عشق سنگسار شد/فکر کنم او می‌داند شد.
در سال ۲۰۰۸ تیمبرلیک یک همکاری دیگر با تی.آی. در ترانهٔ مرده و رفته که از ششمین آلبوم استودیویی تی.آی. بود. در نوامبر ۲۰۰۸ تیمبرلیک تعدادی از ترانه‌های آلبوم سی‌یرا را تنظیم و ساخت. او با سی‌یرا در ترانه sex love magic همکاری کرد. موزیک ویدئوی این ترانه در ۲۰ فوریه ۲۰۰۹ منتشر شد. این ترانه به یک ترانهٔ جهانی تبدیل شد و در چارت‌های هند، تایوان و ترکیه در صدر قرار گرفت و این ترانه نامزد جایزهٔ گرمی برای بهترین همکاری شد. تیمبرلیک شانزدهمین مراسم جایزه اسپی را میزبانی کرد که یک ترانه به نام من ورزش را دوست دارم را اجرا کرد. این ترانه نامزد جایزه امی شد. او و گروه سازنده‌اش ترانهٔ Don't let me down را برای لیونا لوئیس نوشته و ساختند، این ترانه در دومین آلبوم لیونا لوئیس قرار گرفت در ۱۷ نوامبر ۲۰۰۹ منتشر شد. تیمبرلیک در برنامهٔ آخرشب با جیمی فلن در ۲ مارس ۲۰۰۹ حضور پیدا کرد. تیمبرلیک همچنین carry out را نوشته و با تیمبلند در این ترانه همکاری کرد، این ترانه در آلبوم تیمبلند قرار گرفت. در اواسط سال ۲۰۰۹ ریانا آلبوم درجه آر را که تیمبرلیک یکی از سازنده و نویسنده‌هایش بود را منتشر کرد.این دو با یکدیگر برای سومین آلبوم استودیویی ریانا به نام دختر خوب بد شد همکاری کردند. تیمبرلیک ترانهٔ بازپروری را برای ریانا نوشت و در موزیک ویدئو این ترانه حضور داشت و نقش معشوق ریانا را بازی کرد.

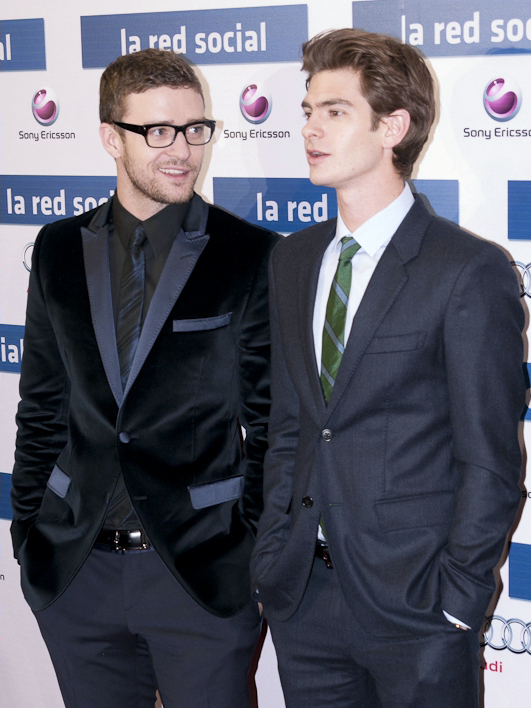
تیمبرلیک (چپ) با اندرو گارفیلد (راست) در یک مراسم برای شبکه اجتماعی در اکتبر ۲۰۱۰، در مادرید

از سال ۲۰۱۰ تیمبرلیک در فیلم‌های مختلف حضور پیدا کرد. او نقش شان پارکر، سازندهٔ نپستر را در فیلم شبکه اجتماعی (۲۰۱۰) را بازی کرد. او در جایزهٔ موزیک ویدئوی ام‌تی‌وی ۲۰۱۰ در ۱۲ سپتامبر ۲۰۱۰ حضور پیدا کرد. تیمبرلیک در معلم بد نقش مقابل کامرون دیاز و در فیلم دوستی با مزایا نقش مقابل میلا کونیس را بازی کرد. او همچنین در فیلم سر وقت نقش اصلی را برعهده داشت. او در ترانه motherlover با د لنلی آیلند همکاری کرد و در موزیک ویدئو این ترانه هم حضور داشت.در سال ۲۰۱۰ تیمبرلیک در برنامهٔ آخرشب با جیمی فلن بخشی به نام تاریخ موسیقی رپ را برای اولین بار با جیمی فلن اجرا کردند. پنجمین حضور تیمبرلیک به عنوان میزبان در پخش زنده شنبه شب که مهمان خواننده هم بود، پربیننده‌ترین قسمت این برنامه شد.

### ۲۰۱۳–۲۰۱۷ آلبوم تجربه ۲۰/۲۰، تجربهٔ کامل و ترول‌ها

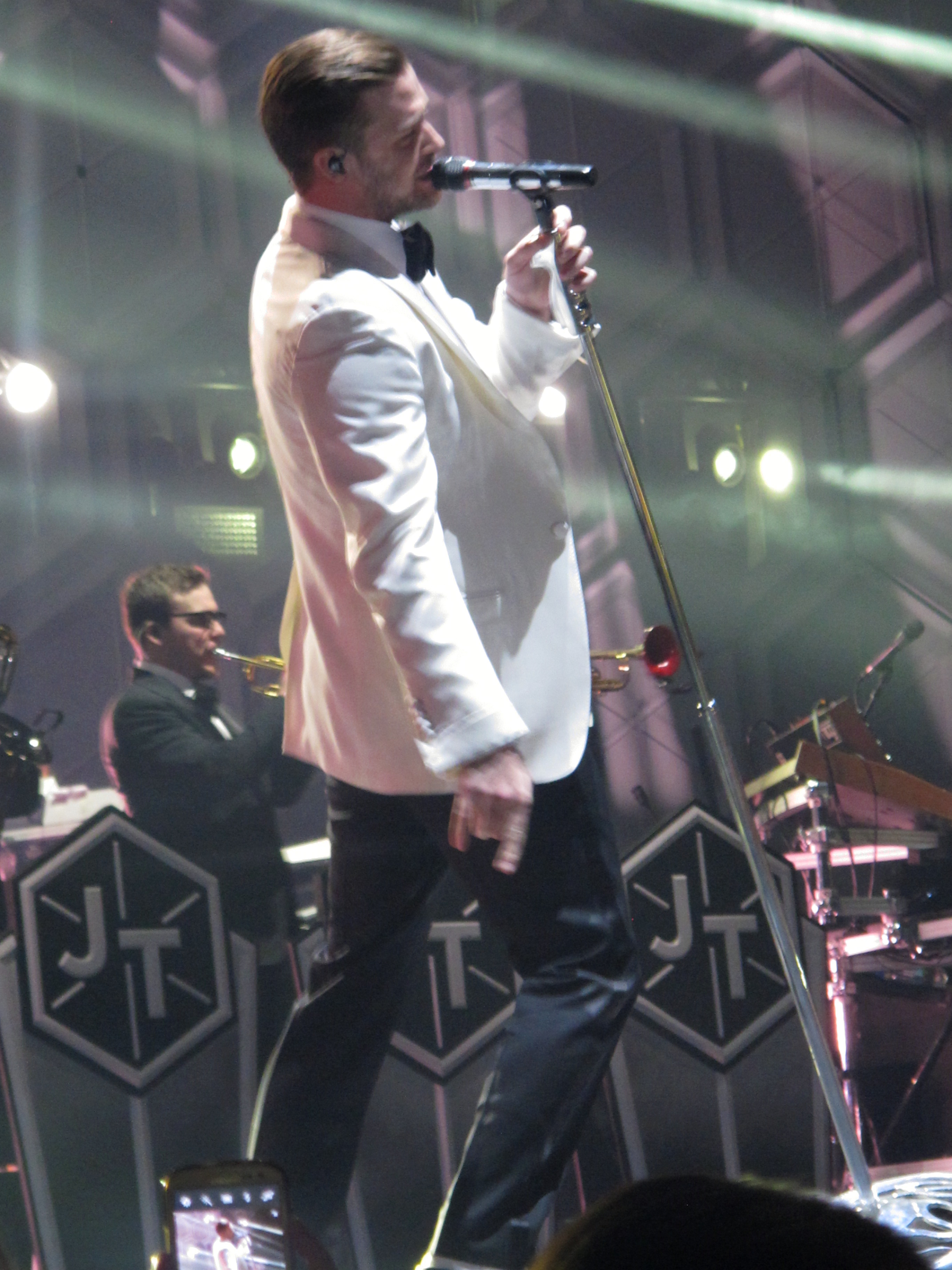
تیمبرلیک در حال اجرا در تور جهانی تجربه ۲۰/۲۰ در فوریه ۲۰۱۴. تور تجربه ۲۰/۲۰ یکی از بزرگترین تورهای این دهه بوده‌است

تیمبرلیک کار خود روی سومین آلبوم استودیویی خود به نام تجربه ۲۰/۲۰ را از ژوئن ۲۰۱۲ شروع کرد و او رسماً در ژانویه ۲۰۱۳ بازگشت خود به موزیک را اعلام کرد و در همان ماه همکاری خود با جی-زی] به نام کت‌شلوار و کراوات را منتشر کرد. این ترانه در ۱۰۰ آهنگ داغ بیلبورد به رتبهٔ سه رسید. بعد از چهار سال اجرا نکردن تیمبرلیک در فوریه ۲۰۱۳ یک شب قبل از سوپربول در DirecTV super saturday night اجرا کرد. او ترانهٔ کت شلوار و کراوات را به همراه جی-زی در پنجاه و پنجمین مراسم جایزه گرمی اجرا کرد. آینه‌ها دومین ترانه از آلبوم تجربه ۲۰/۲۰ بود و توانست در ۱۰۰ آهنگ داغ بیلبورد رتبهٔ دو و در چارت انگلستان در رتبهٔ یک قرار بگیرد. تجربه ۲۰/۲۰ در ۱۹ مارس ۲۰۱۳ منتشر شد.آلبوم سریع‌ترین فروش را در آی‌تیونز داشت و در صدر چارت‌ها با فروش ۹۶۸۰۰۰ نسخه در هفتهٔ اول در آمریکا و همچنین این آلبوم بیشترین فروش یک آلبوم در هفتهٔ اول را در سال ۲۰۱۳ داشت. در آخر پرفروش‌ترین آلبوم سال ۲۰۱۳ شد.

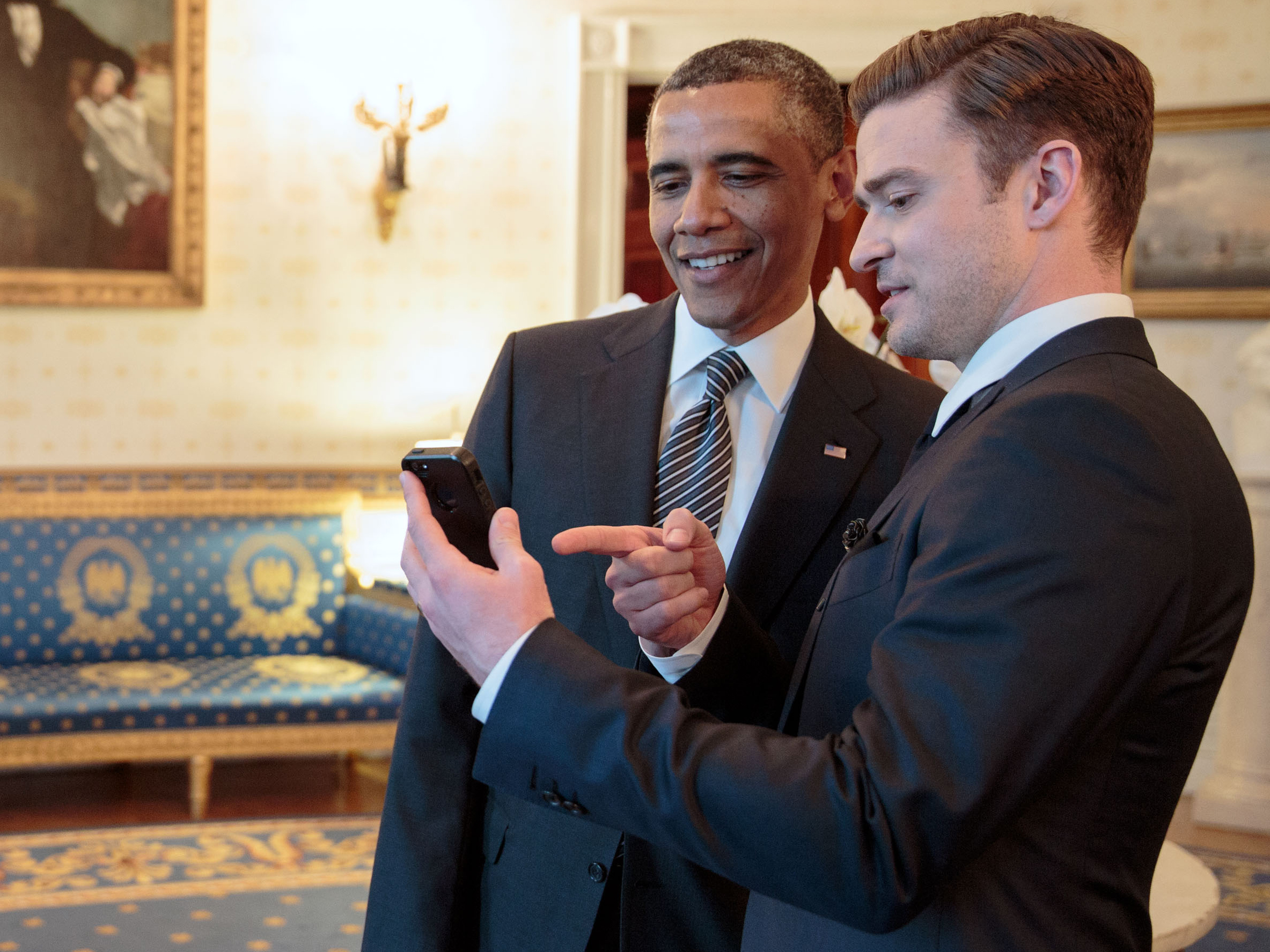
تیمبرلیک و باراک اوباما، ۲۰۱۳

تیمبرلیک در یک مراسم در کاخ سفید هم اجرا کرد. این مراسم به مناسبت Memphis soul music from 1960 بود و میزبان این مراسم خود باراک اوباما بود. بعد از این مراسم تیمبرلیک رسماً اعلام کرد تور تجربه ۲۰/۲۰ خود را شروع خواهد کرد که به دنبال تور Legend of the summer stadium tour جی-زی و او بود. تیمبرلیک همچنین در دوازدهمین آلبوم استودیویی جی-زی با او در ترانه‌های جام مقدس، BBC و بهشت همکاری کرد.او در ۲۸ اوت ۲۰۱۳ در مراسم جایزهٔ موزیک ویدئوی ام‌تی‌وی حضور پیدا کرد و جایزه پیشگام ویدئو مایکل جکسون را دریافت کرد. او همچنین سه جایزهٔ دیگر از جمله بهترین موزیک ویدئو برای آینه‌ها نیز دریافت کرد.
چهارمین آلبوم استودیویی تیمبرلیک به نام تجربه ۲۰/۲۰ - تجربه کامل در ۳۰ سپتامبر ۲۰۱۳ منتشر شد و در صدر بیلبورد ۲۰۰ قرار گرفت. اولین ترانهٔ آلبوم شب را برگردان و تی‌کی‌او بودند. تیمبرلیک یکی از نویسنده‌های پنجمین آلبوم بیانسه بود که در دسامبر ۲۰۱۳ منتشر شد. در پنجاه و هفتمین مراسم جایزه گرمی تیمبرلیک نامزد هفت شد که در آخر سه تای آن را برنده شد: بهترین آهنگ ریتم اند بلوز برای pusher love، بهترین همکاری برای جام مقدس و بهترین موزیک ویدئو برای کت شلوار و کراوات که توسط کارگردان شبکه اجتماعی، دیوید فینچر کارگردانی شده بود. در ۲۵ فوریه ۲۰۱۴ چیز بدی نیست به عنوان سومین ترانهٔ آلبوم تجربه ۲۰/۲۰ - تجربه کامل منتشر شد. این ترانه در بین ۱۰ آهنگ برتر در ۱۰۰ آهنگ داغ بیلبورد قرار گرفت.در سال ۲۰۱۴ تیمبرلیک در دومین ترانهٔ منتشر شدهٔ بعد از مرگ مایکل جکسون به نام عشق هیچ‌گاه حس خیلی خوبی نداشت با مایکل جکسون همکاری کرد. این ترانه توسط تیمبلند و خود تیمبرلیک ساخته شده بود. در ۱۴ می ۲۰۱۴ موزیک ویدئو این ترانه به همراه چند کلیپ از مایکل جکسون و تیمبرلیک به همراهی تعدادی از طرفداران جکسون برخی از حرکات رقص جکسون را همراهی می‌کردند. این موزیک ویدئو توسط تیمبرلیک و Rich lee کارگردانی شده‌است. در سال ۲۰۱۵ تیمبرلیک به همراه جیمی فلن در ویژه برنامهٔ چهل سالگی پخش زنده شنبه شب اجرا کردند و او در برنامهٔ برنامه امشب با اجرای جیمی فلن ششمین قسمت از تاریخچهٔ رپ را اجرا کرد. تیمبرلیک به‌همراه کریس استیپلتون در Country music association awards اجرا کرد.

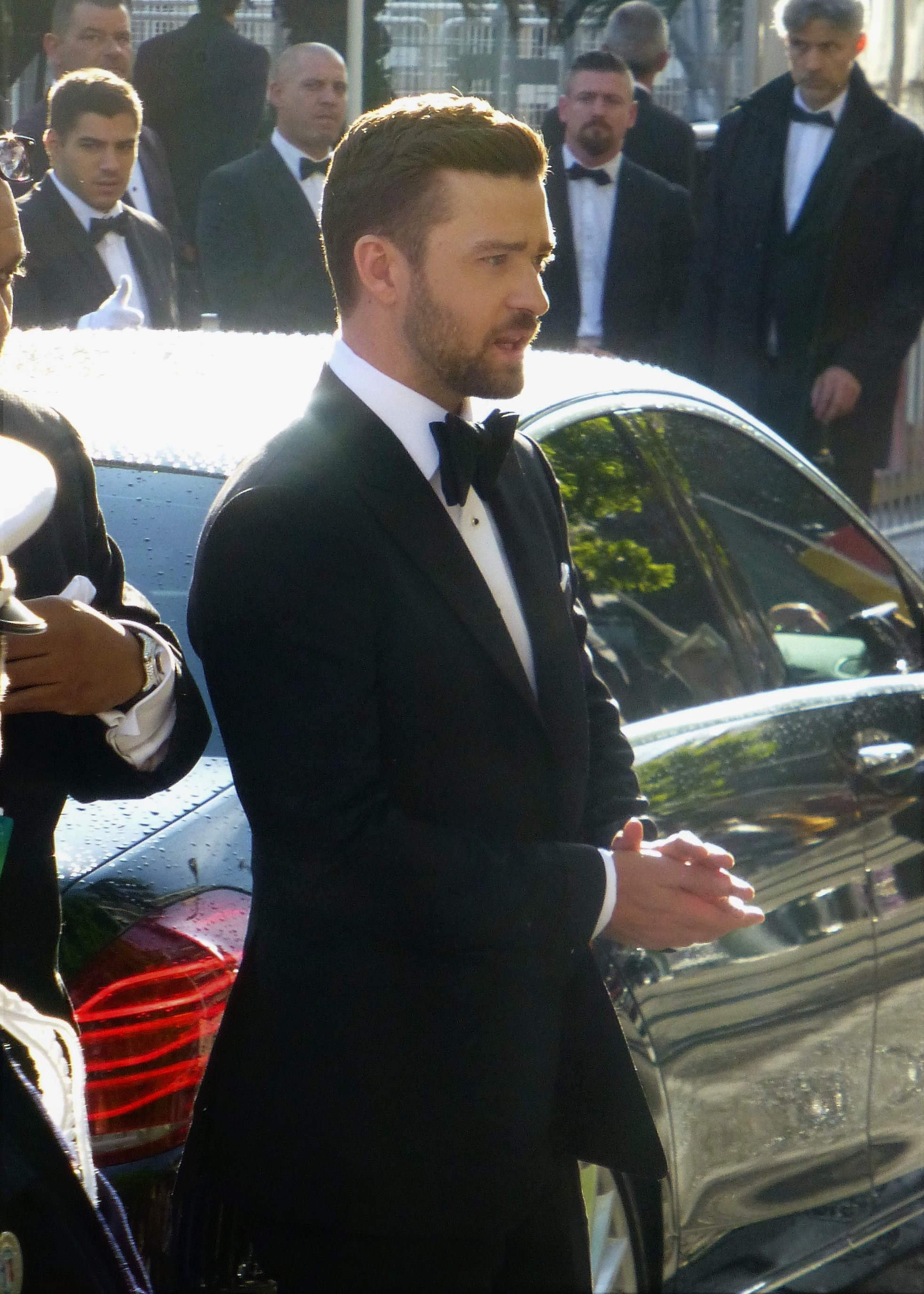
تیمبرلیک در جشنواره کن

تیمبرلیک فیلم آخرین اجرا خود در تور جهانی تجربه ۲۰/۲۰ در لاس وگاس به صورت فیلمی به نام جاستین تیمبرلیک + بچه‌های تنسی که توسط جاناتان دمی کارگردانی شده بود. در تاریخ ۱۳ سپتامبر ۲۰۱۶ در جشنواره بین‌المللی فیلم تورنتو به نمایش درآورد. تیمبرلیک فیلم را به دلیل تأثیرگذاری پرینس در موزیک او، به پرینس تقدیم کرد.تیمبرلیک ترانهٔ فیلم کتاب عشق که همسرش جسیکا بیل تهیه و بازی می‌کرد را ساخت و اجرا کرد.تیمبرلیک در انیمیشن ترول‌ها صداپیشگی نقش اصلی و مقابل آنا کندریک را برعهده داشت. این انیمیشن در نوامبر ۲۰۱۶ منتشر شد. او همچنین ترانهٔ اصلی فیلم را ساخته و خوانده‌است. تیمبرلیک بعد از دعوت شدن توسط مجری سوئدی ترانهٔ اصلی فیلم نمی‌توانم جلوی احساسم را بگیرم! را در بین فینال مسابقه آواز یوروویژن ۲۰۱۶ برای اولین بار اجرا کند. این ترانه در ۱۰۰ آهنگ داغ بیلبورد صدرنشین شد و در ۱۶ کشور دیگر هم صدرنشین شد، این ترانه تبدیل به هشتمین ترانهٔ او شد که در mainstream top 40 در رتبهٔ یک قرار گرفته‌است، در حال حاضر بیشترین حضور در رتبهٔ یک توسط خوانندهٔ مرد متعلق به اوست. نمی‌توانم جلوی احساسم را بگیرم! تبدیل به پرفروش‌ترین ترانه در آمریکا با ۲/۴ فروش. در ۲۶ فوریهٔ ۲۰۱۷ تیمبرلیک هشتاد و نهمین مراسم اسکار را با اجرای نمی‌توانم جلوی احساسم را بگیرم! را افتتاح کرد. این ترانه برای او نامزدی اسکار را به همراه آورد. در همان سال او به همراه کیت وینسلت در فیلم واندر ویل ظاهر شد.

### ۲۰۱۸- هم‌اکنون

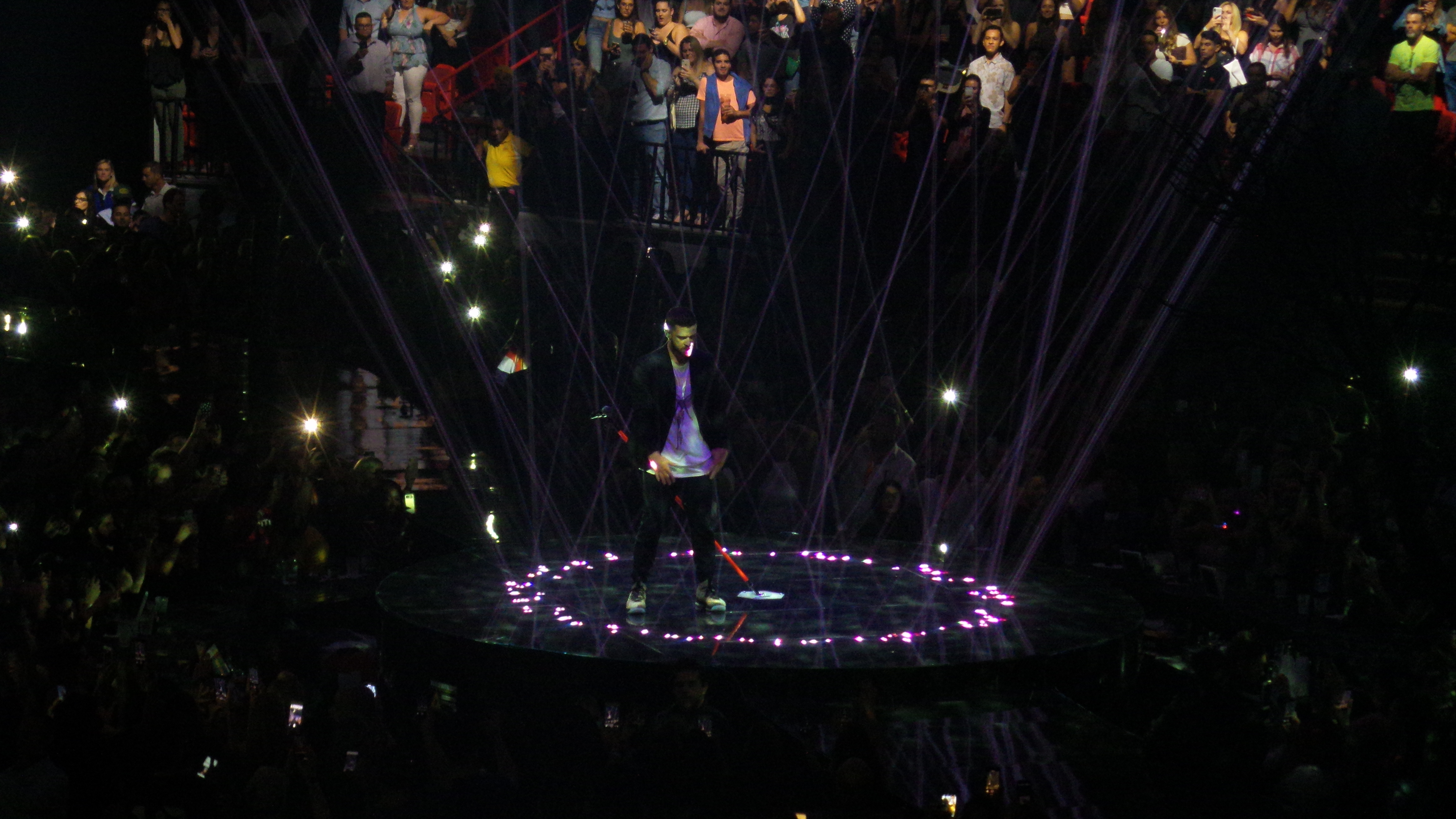
تیمبرلیک در حال اجرا در تور جهانی مرد جنگل در ۱۸ می ۲۰۱۸. تور مرد جنگل ششمین تور بزرگ‌سال ۲۰۱۸ بود.

تیمبرلیک دربارهٔ پنجمین آلبوم استودیویی خود در یک مصاحبه گفت، "من فکر می‌کنم جایی که من بزرگ شدم تاثیر زیادی دارد و بزرگ در ممفیس، تنسی که به محل به وجود آمدن راک اند رول ولی همچنین خانهٔ ریتم اند بلوز شناخته می‌شود اما نشویل در سمت راست خیابان واقع شده بود بنابراین موسیقی کانتری بسیار در منطقهٔ ما زیاد بود." در ادامه مصاحبه تیمبرلیک همکاری با تیمبلند و فارل ویلیامز به عنوان تهیه‌کننده در آلبوم جدید خود را تأیید کرد، درحالی که اظهار داشت " این بیشتر از هر موسیقی که من ساخته‌ام شبیه جایی است که من از آنجا آمده‌ام. این موسیقی است اما من می‌خواهم آن را مدرن جلوه دهم. این ایده هم‌اکنون است."
پنجمین آلبوم استودیویی تیمبرلیک به نام مرد جنگل در ۲ فوریه ۲۰۱۸ منتشر شد، دو روز قبل از اجرای او در سوپربول جایی که تیمبرلیک ملودی ترانه‌های خود را به‌همراه بچه‌های تنسی در مینیاپولیس اجرا کند و تصویری از خوانندهٔ فقید پرینس به نمایش درآورد. در این اجرا تعدادی از ترانه‌های آلبوم مرد جنگل را نیز اجرا کرد. این آلبوم از نام فرزند تیمبرلیک، سایلِس که نامش به معنی از جنگل است برگرفته شده‌است. اولین ترانهٔ این آلبوم به نام کثیف به همراه موزیک ویدئو که توسط مارک رومنک ساخته شده بود در ژانویه به نمایش درآمد. این ترانه در رتبهٔ ۹ در آمریکا و ۵ در کانادا قرار گرفت. ترانه‌های تدارکات، چیزی بگو با همکاری کریس استیپلتون و مرد جنگل هم با موزیک ویدئو منتشر شدند. همکاری او با کریس استیپلتون در بین ده آهنگ برتر آمریکا و کانادا قرار گرفت.
آلبوم مرد جنگل در صدر بیلبورد ۲۰۰ با بیشترین فروش در هفتهٔ اول در سال ۲۰۱۸ تا آن زمان با فروش ۲۹۳۰۰۰ قرار گرفت. همچنین مرد جنگل چهارمین آلبوم متوالی شمارهٔ یک تیمبرلیک شد و توسط انجمن ضبط‌کنندهٔ صنایع آلبوم (آرای‌ای‌ای) به نشان طلا دست پیدا کرد. مرد جنگل ششمین آلبوم پرفروش سال ۲۰۱۸ شد. تیمبرلیک در مه سال ۲۰۱۹ یک دکترا افتخاری از دانشگاه بروکلین گرفت.
به دنبال انیمیشن تور جهانی ترول‌ها تیمبرلیک از طریق پست‌های اینستاگرام همکاری خود را با تعدادی از خوانندگان از جمله: فارل ویلیامز، Nathaniel Hills و Rob Knox و خوانندگانی که برای اولین بار با آنها همکاری می‌کند مانند اندرسون پاک، برندی نروود، لیزو و میک میل را اعلام کرد. در ادامه سزا اعلام کرد که یک همکاری با تیمبرلیک خواهد داشت. در ۲۶ فوریه ۲۰۲۰ سزا و تیمبرلیک ترانهٔ the other side را که از ترانه‌های تور جهانی ترول‌ها بود را منتشر کردند. در ۹ مارس ۲۰۲۰ تیمبرلیک بخشی از ترانهٔ جدید خود برای تور جهانی ترول‌ها با همکاری اندرسون پاک را منتشر کرد. این ترانه در ۱۰ مارس ۲۰۲۰ منتشر شد.
در سپتامبر ۲۰۲۰ تیمبرلیک و تیمبلند در حال کار بر روی ترانه‌های جدید در استودیو به همراه خواننده کانادایی جاستین بیبر و همچنین جاستین اسکی و هیت بوی و تای دولا ساین دیده شدند. در دسامبر ۲۰۲۰ تیمبرلیک به همراه انت کلمس ترانه ای به اسم روزهای بهتر منتشر کردند

## زندگی شخصی
در اوایل سال ۱۹۹۹ تیمبرلیک شروع به قرار گذاشتن با عضو سابق میکی موس کلاب و خواننده بریتنی اسپیرز کرد. روابط آنها به‌طور ناگهانی در سال ۲۰۰۲ به پایان رسید. تیمبرلیک و اسپیرز هردو فارغ‌التحصیل از مدرسه آموزش راه دور (دبیرستان نبرسکا) هستند. تیمبرلیک دیپلم خود را در صحنه در طی یک کنسرت در ممفیس در سال ۲۰۰۰ دریافت کرد. در سال ۲۰۰۳ او به مدت کوتاهی با اما بانتون معاشرت داشت. او بلافاصله در آوریل ۲۰۰۳ بعد از دیدار با کامرون دیاز در Nickelodeon kids choice awards با او وارد رابطه شد. بعد از شایعات مختلف دربارهٔ جدایی این دو، آنها از یکدیگر در دسامبر ۲۰۰۶ بعد از حضور تیمبرلیک به عنوان خوانندهٔ مهمان در پخش زنده شنبه شب جدا شدند.
در ژانویه ۲۰۰۷ تیمبرلیک با بازیگر جسیکا بیل وارد رابطه شد. تیمبرلیک و بیل در دسامبر ۲۰۱۱ نامزد کردند و در ۱۹ اکتبر ۲۰۱۲ در فاسانو، ایتالیا ازدواج کردند.
به گفتهٔ مجلهٔ فوربز تیمبرلیک بین ماه ژوئن ۲۰۰۷ تا ژوئن ۲۰۰۸، ۴۴ میلیون دلار برای موسیقی، تور و تبلیغات درآمد کسب کرده‌است. فوربز او را به عنوان چهارمین شخصیت پردرآمد جهان در آن زمان، بالاتر از مدونا و سلین دیون به‌عنوان دوازدهمین فرد در لیست سلبریتی ۱۰۰ معرفی کرد. و دوم در پردرآمدترین خوانندهٔ زیر ۳۰ سال. بیلبورد تیمبرلیک را سومین موزیسین پردرآمد سال ۲۰۱۳ قرار داد با درآمد ۳۱ میلیون دلار. او در سال ۲۰۱۴ با درآمد ۵۷ میلیون دلار در رتبهٔ بیست و ششم در لیست سلبریتی ۱۰۰ پردرآمد و در سال ۲۰۱۵ با درآمد ۶۳ میلیون دلار در رتبهٔ نوزدهم. او در سال ۲۰۱۴ سومین فرد پولساز بود. تیمبرلیک در لیست سلبریتی ۱۰۰ سال ۲۰۱۹ فوربز در رتبهٔ ۴۱ قرار گرفت. در سپتامبر ۲۰۲۰ عضو سابق انسینک لنس بس در یک گفتگو اعلام کرد که تیمبرلیک و بیل صاحب یک پسر دیگر شده اند. خود تیمبرلیک در ژانویه ۲۰۲۱ در برنامه الن شو گفت که صاحب یک پسر به اسم فینیسه شده است.

## هنرمندی
اولین آلبوم او توجیه در درجهٔ اول در سبک ریتم اند بلوز است و همچنین شامل از موسیقی رقص، پاپ، فانک و سول است. در طول ساخت سکس آینده/صداهای عشق او به موسیقی راک علاقه داشت. تیمبرلیک فاش کرد: من می‌خواستم ترانه‌هایم را مانند یک خوانندهٔ راک اند رول نه یک خوانندهٔ ریتم اند بلوز." او در ادامه گفت او در آلبوم توجیه از مایکل جکسون و استیوی واندر و در سکس آینده/صداهای عشق از دیوید بویی و پرینسو سایر تأثیرات او از مایکل هاتچنس، آرکید فایر، دیوید برن، کیلرز، استروکز و ریدیوهد بوده‌است. او شروع به استفاده از بیت‌باکس در ترانه‌هایش در اواخر حضور در انسینکو در کار انفرادی خودش کرد.
برخلاف ترانه‌های قبلی خود او عمدتاً از سبک‌های ریتم اند بلوز و پاپ در آلبوم سکس آینده/صداهای عشق کرد و کمتر برروی صدا در ترانه‌هایش استفاده کرد و این باعث حضور طیف وسیع تری در ترانه‌هایش شد. تیمبرلیک توضیح داد: در این آلبوم تا جایی از سبک‌هایی که می‌خواستم استفاده کردم چون این آلبوم وسیع تر و نوع خودم است. سکس آینده/صداهای عشق یک آلبوم پیچیده از نظر موسیقی و تلفیقی از رپ، راک، فانک، سول، انجیل موج نو، اپراو موسیقی جهان است. ترانهٔ چیزی که رفته… برمی‌گرده تشابهٔ بسیاری با ترانه‌های آلبوم توجبه داشت و تیمبرلیک گفته‌است که ترانهٔ چیزی که رفته… برمی‌گرده تنها ترانهٔ آلبوم سکس آینده/صداهای عشق است که با ترانه‌های آلبوم توجیه شباهت دارد. آلبوم تجربه ۲۰/۲۰ یک آلبوم نئو سول است و ساختار آن مانند ترانه‌های ۱۹۶۰ و ۱۹۷۰ است. از زمان ازدواج او مضامین عاشقانه را در ترانه‌های خود گنجانیده‌است. او ترانه‌های آلبوم‌های خود را با احساس می‌نویسد و آلبوم‌های سختی را به وجود می‌آورد. لحظات عاطفی دردناک و خیانت بر ترانه‌سرایی برخی از ترانه‌های قبلی‌اش تأثیر گذاشته‌است.

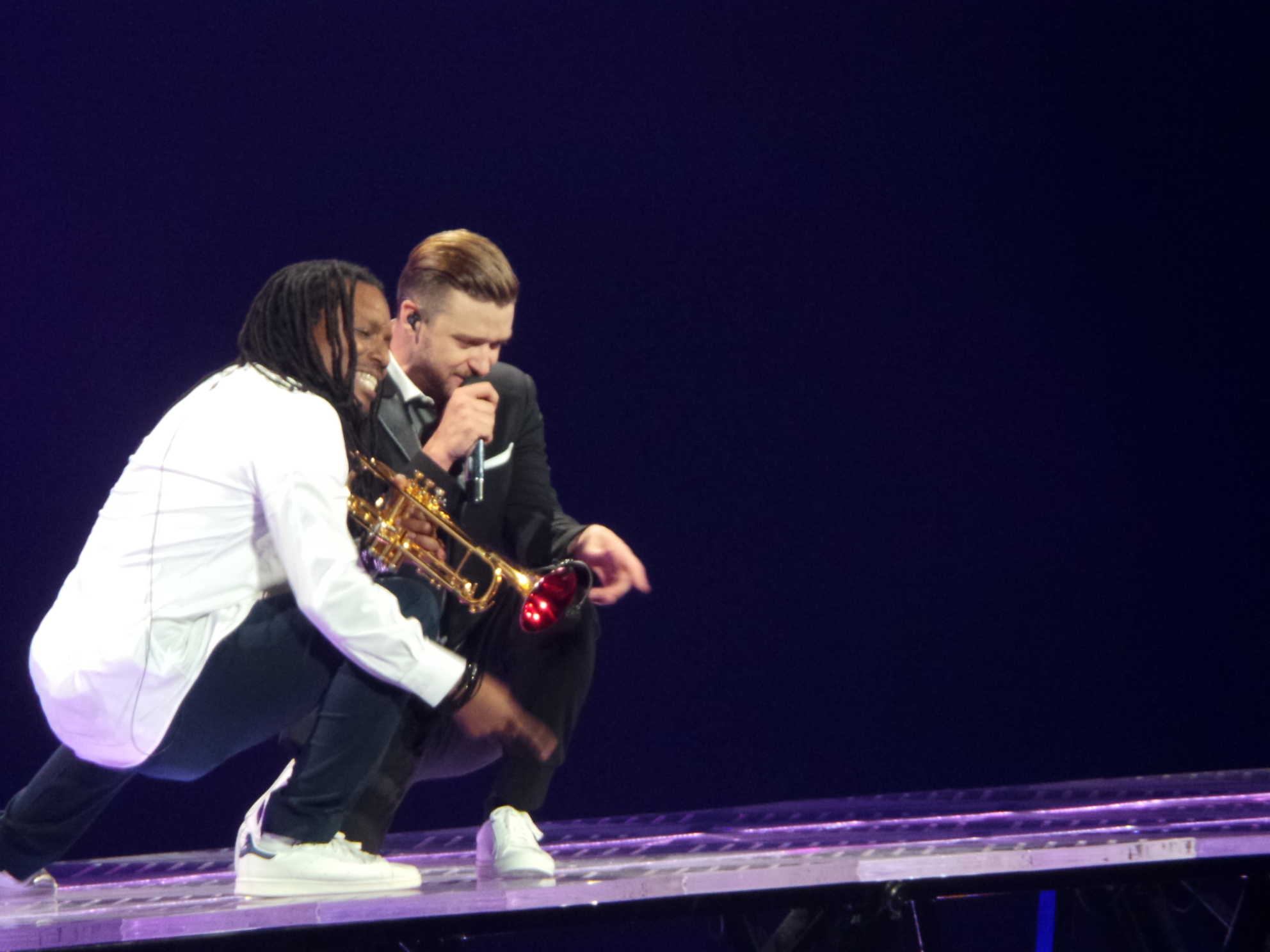
تیمبرلیک در حال اجرا در تور جهانی تجربه ۲۰/۲۰ در شارلوت‌تاون در شمال کانادا

منتقد دیرینهٔ رابت هیلبورن که در برای لس آنجلس تایمز کار می‌کند بعد از دیدن تور Justified and Stripped در سال ۲۰۰۳ اقدام تیمبرلیک را ستود و او را متولد شده در صحنه و گفت او ساختن یک اجرا خوب نسبت به گذاشتن خود در مرکز توجه ترجیح می‌دهد. او در ادامه گفت: تیمبرلیک گاهی اوقات به اندازهٔ کافی راحت بود و به راحتی عضوی از یک گروه با استعداد بود. در سال ۲۰۱۳ تیمبرلیک گروه بزرگ خود بچه‌های تنسی را درست کرد و از آنها در تورهای Legends of summer و تور جهانی تجربه ۲۰/۲۰ حضور داشتند. در این گروه گیتاریست، رقاص، خوانندهٔ پشت صدا، درامر، کیبورد، ترامپر و… حضور دارند. تجربه ۲۰/۲۰ به تیمبرلیک اجازه داد تا به محیط گروهی برگردد. در صحنه تمام افراد کت و شلوار کلاسیک پوشیده بودند. امیلی زملر خبرنگار هالیوود''s او را به عنوان اجراکننده ای که در حال خوشگذرانی در صحنه است. درحالی که جان پارلز عنوان کرده بود که تیمبرلیک موقع اجرا ترانه هایی که درباره رابطه های قبلی خود چیزی تاریک تر و آتشین تر را نشان میدهد مانند ترانه های یک رودخانه برایم گریه کن و چیزی که رفته… برمی‌گرده. سردبیر بیلبورد فیل گالو اجرای تیمبرلیک در جوایز ام‌تی‌وی 2013 را ستایش کرد و گفت: او به برنامه قلب داد. تیمبرلیک معمولاً در اجراهاش از ساز هایی مانند گیتار و پیانو استفاده می کند.

## تصویر عمومی

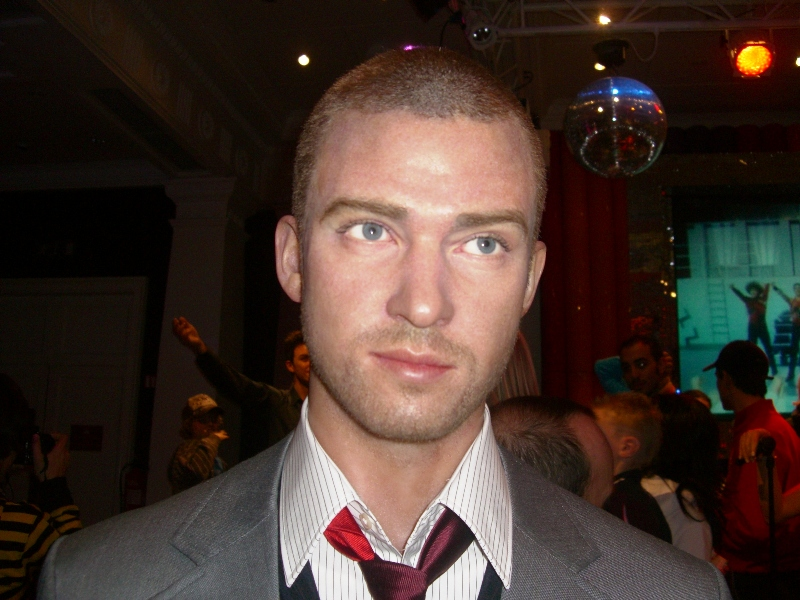
مجسمه جاستین تیمبرلیک در موزه مادام توسو در لندن

تحولات مد و سبک تیمبرلیک " از روز های لباس هماهنگ در گروه پسرانه تا منبع برجسته الهام از مد برای مردان" مورد توجه رسانه ها قرار گرفته است. همانطور که سردبیر بیلبورد اشاره کرده بود: تیمبرلیک از زمانی که اولین آلبوم فردی خود به نام توجیه را عرضه کرد صاحب سبک استایل منجصر فرد خود شد، افرادی مانند الویس پرسلی، جانی کش، جری لی لوئیس و فرانک سیناترا افرادی بودند که سعی نمی‌کردند شیک باشند،آنها همینطور بودند. به گفته طراح لباس آمریکایی تام فورد کسی که از سال 2011 لباس های تبملرلیک را طراحی می کند و 600 لباس برای تور تجربه 20/20 تیمبرلیک توسط کمپانی او طراحی شده است: لباس های کلاسیک در تن تیمبرلیک مدرن دیده می شود., 
در فوریه 2009 تیمبرلیک از سوی مجله جی‌کیو به عنوان شیک ترین مرد آمریکا انتخاب شد. در سال 2011 وی در رتبه 46 در سالانه AskMen از 49 مرد تاثیرگذار قرار گرفت. VH1 وی را در شماره 100 لیست 100 هنرمند سکسی خود قرار داد. در گزارش Nielsen music در سال 2015 برای ایالات متحده تیمبرلیک رهبری لیست 10 موسیقی دان هزاره ها را بر عهده دارد. مجمسه او در موزه های موزه مادام توسو در نیویورک ، لاس و گاس ، هالیوود، نشویل ، برلین ، آمستردام ,و لندن به نمایش گذاشته شده است.
بعد از قانونی شدن ازدواج همنجسگرایان تیمبرلیک حمایت خود را از ال‌جی‌بی‌تی اعلام کرد و گفت: همه ما مردم هستیم و متفاوت هستیم و ما باید از اختلافات خود برای نزدیک کردن خود باهم استفاده کنیم. تیمبرلیک و همسرش جسیکا بیل در جوایز GLSEN در سال 2015 جایزه ای دریافت کردند و مدیر اجرایی جوایز گفت که: آنها دو متحد سرسخت و متعهد جامعه ال‌جی‌بی‌تی هستند که به امور خیریه نیز پایبند هستند.
بعد از اینکه او تصویری از  خود درحال انداختن رای خود در یک غرفه در انتخابات ریاست جمهوری 2016 منتشر کرد واکنش های منفی برای او داشت چون در آن زمان گرفتن عکس در هنگام رای دادن ممنوع بود. بعد از آن سناتور برایان کلسی لایحه ای را داد که اجازه عکس گرفتن در مراکز رای گیری را می دهد به استنثای برخی موارد که خلاف رویه ها است ارائه کرد که توسط سنای تنسی تصویب شد.

## تاثیر و میراث

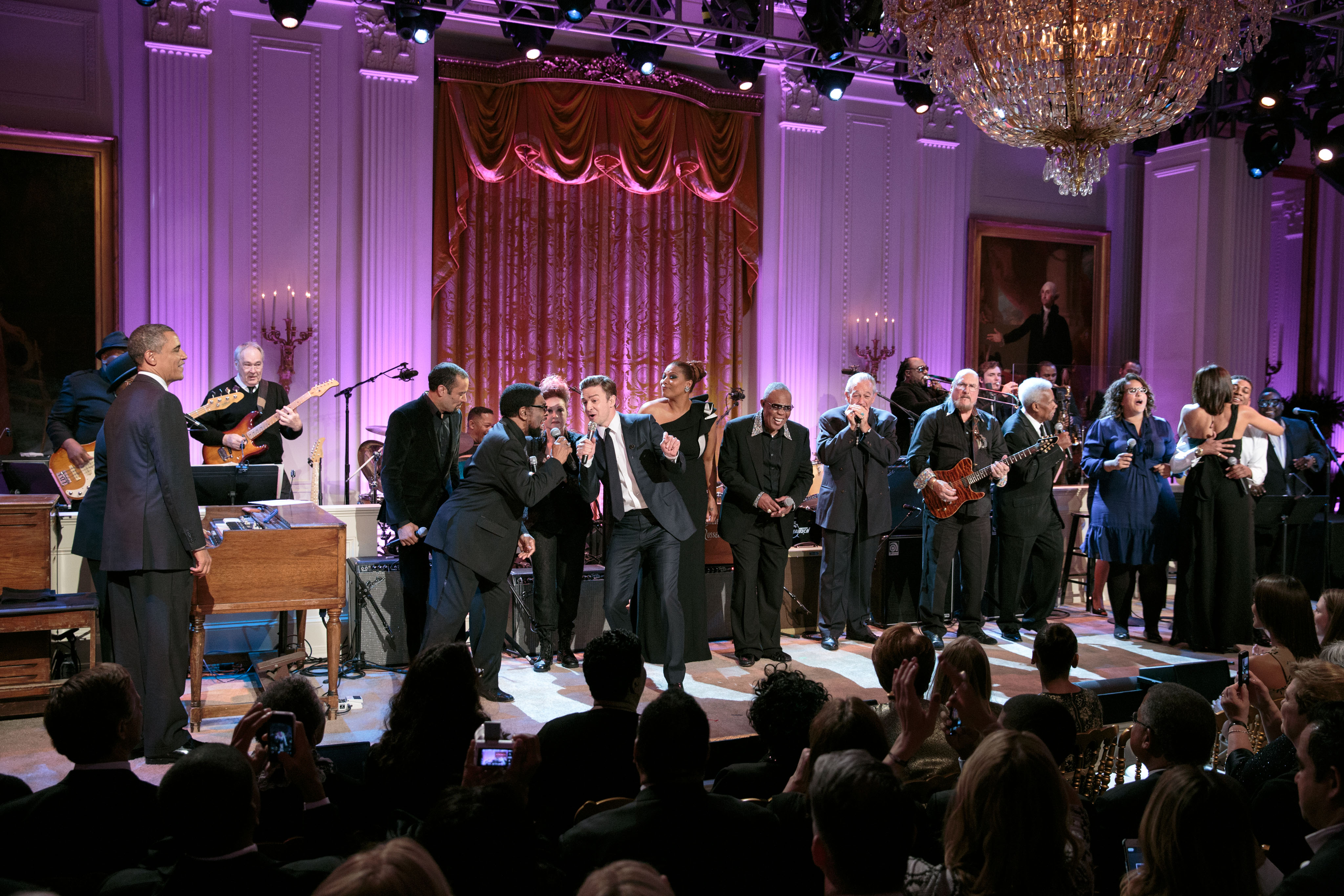
Timberlake تیمبرلیک و استیو کروپر (مرکز) در حال اجرا در کاخ سفید در 2013 به همراه باراک اوباما (چب).

از تیمبرلیک به عنوان رئیس جمهور پاپ و شاهزاده پاپ توسط خبرنگارهای معاصر یاد شده است. در مقاله 2013 هالیوود ریپورتر، سردبیر اسکات فینبرگ اظهار داشت که تیمبرلیک: به عنوان یکی از بزرگترین اجراکننده ها در سراسر تاریخ اجراها و نمایش ها است.
در سال 2003 مجله رولینگ استونز او به عنوان بزرگترین ستاره پاپ سال معرفی کرد و او را روی جلد مجله قرار داد و اظهار داشت که او به چیزی که بیشتر ستاره های پاپ به آن دست نمی‌یابند، دست یافته و چیزی را که بیش از هرچیز دیگری می خواست دست پیدا کرد: شهرت و اعتبار

## فیلم‌شناسی
- ادیسون (۲۰۰۵)
- آلفا داگ (۲۰۰۶)
- ناله مار سیاه (۲۰۰۶)
- داستان‌های سرزمین جنوبی (۲۰۰۷)
- شرک ۳ (۲۰۰۷)
- استاد عشق (۲۰۰۸)
- شبکه اجتماعی (۲۰۱۰)
- یوگی خرسه (۲۰۱۰)
- معلم بد (۲۰۱۱)
- دوستی با مزایا (۲۰۱۱)
- سر وقت (۲۰۱۱)
- مشکلی با منحنی (۲۰۱۲)
- رانر رانر (۲۰۱۳)
- درون لوین دیویس (۲۰۱۳)
- ترول‌ها (۲۰۱۶)
- واندر ویل (۲۰۱۷)
- تور جهانی ترول‌ها (۲۰۲۰)
- ترول‌ها با هم متحد می‌شوند (۲۰۲۳)

## آلبوم‌شناسی
- توجیه (۲۰۰۲)
- سکس آینده/صداهای عشق (۲۰۰۶)
- تجربه ۲۰/۲۰ (۲۰۱۳)
- تجربه ۲۰/۲۰ – ۲ از ۲ (۲۰۱۳)
- مرد جنگل (۲۰۱۸)
- هر چیزی که فکر می‌کردم بود (۲۰۲۴)